# Pseudeusemia inflammata
Pseudeusemia inflammata là một loài bướm đêm trong họ Geometridae.